# Sekstula
Sekstula (łac. sextula) – rzymska jednostka wagowa o pierwotnej masie 4,548 gramów, równa 1/6 uncji (rzymskiej) i 1/72 asa libralnego.
Niektóre źródła wymieniają ją jako najmniejszy nominał monetarny używany przez Rzymian.